# Fiat Type 2
La Fiat Tipo 2, également connue sous le nom 15-20 HP, était un véhicule automobile fabriqué par le constructeur italien Fiat de 1910 à 1920.
En 1910, Fiat renouvelle entièrement sa gamme de voitures particulières et inaugure une nouvelle dénomination : Tipo. C'est ainsi qu'apparaissent, en même temps les Tipo 1 - 2 - 3 - 4 - 5 et 6.
La Tipo 2 est une voiture de classe moyenne, elle repose sur la même base que la Tipo 1 sera déclinée en deux versions la Tipo 2 qui sera très rapidement remplacée en 1902 par la Tipo 2B.
- la Tipo 2 : ce sera la première voiture adoptée officiellement par l'armée du Roi d'Italie lors de la première guerre mondiale. Elle sera fabriquée en 1.169 exemplaires.
- La Tipo 2B, lancée en 1912, reçoit le moteur de la Tipo 2 porté à 2814 cm3 et développant 26/28 cv, elle sera fabriquée en  12.487 exemplaires.
- La Tipo 2B 2e série sera fabriqué en 8.862 exemplaires.

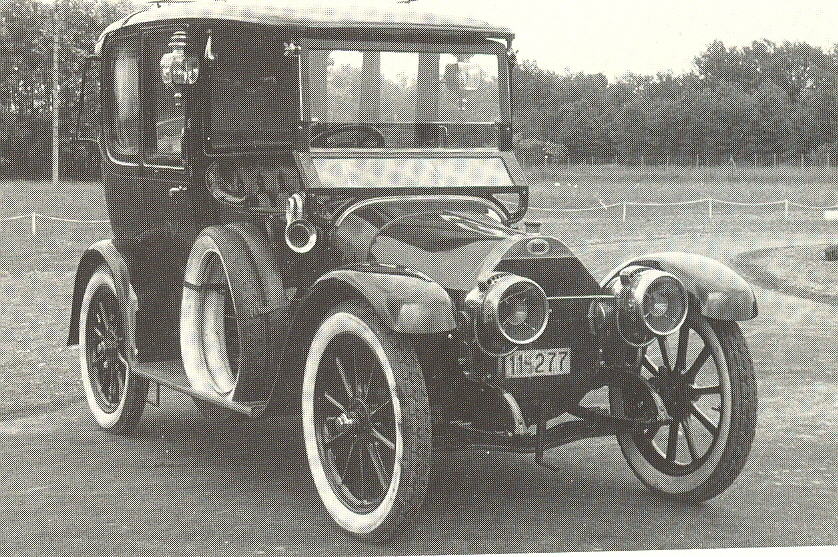
Fiat Tipo 2

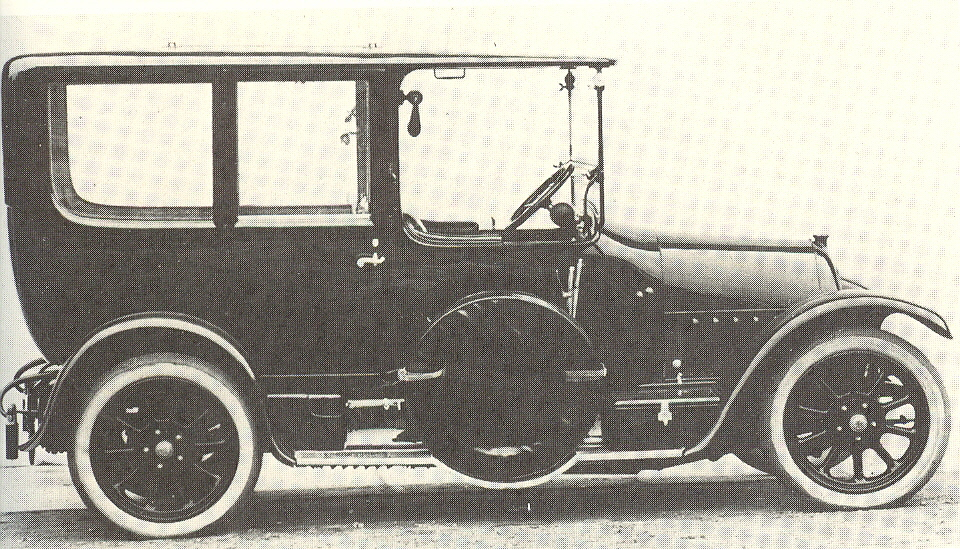
Fiat Tipo 2B

## Les dérivés utilitaires 2F
Comme le constructeur italien l'avait fait depuis ses débuts, il dériva de cette voiture au châssis robuste, une variante fourgonnette baptisée Tipo 2F qui sera déclinée en 3 versions successives. La charge utile était de 1.000 kg. Produite jusqu'en 1921, la Tipo 2F remplacera la plus petite Tipo 1F après l'arrêt de sa production en 1915.
Dans sa version camion avec caisson bâché, la Tipo 2F est proposée comme camionnette militaire et est très utilisée pour le transport de troupes et de matériaux. C'est sous cette forme que la Royal Navy, la marine royale britannique, en achètera plusieurs centaines d'exemplaires. 